# Abeona
En la mitología romana, Abeon (del latín abeo, «alejarse») era la diosa que presidía el acto de alejarse y protegía a los niños cuando daban sus primeros pasos solos, desprendiéndose de los brazos de sus madres. También protegía a quienes salían por primera vez del hogar de la familia. Estaba relacionada con la diosa Adeona, que protegía el acto de regresar, principalmente en los primeros pasos de los niños.
Esta deidad estaba entre los di indigetes («dioses indígenas») de la religión de la Antigua Roma, deidades abstractas y conceptos que precedieron al más tardío sincretismo de religiones y creencias espirituales de diferentes culturas.

## SiglosXXyXXI
Abeona Mons: nombre de un cerro en Venus, aprobado en 1997.

Abeona: nombre de un barco de Jeff Bezos, entregado en 2023.